# Barboursville (Virginia)
Barboursville es un lugar designado por el censo ubicado en el condado de Orange en el estado estadounidense de Virginia. En el Censo de 2020 tenía una población de 177 habitantes y una densidad poblacional de 30,41 habitantes por km². Fue incluido como CDP en el censo de 2020.

## Geografía
Barboursville se encuentra ubicado en las coordenadas 38°10′15″N 78°16′54″O / 38.17083, -78.28167.Según la Oficina del Censo de los Estados Unidos,  tiene una superficie total de 5,82 km², de la cual 5,80 km² corresponden a tierra firme y 0,02 km² a agua.